# 70. додела Оскара
70. додела Награда америчке Академије за филм (популарно додела Оскара) (енгл. 70th Academy Awards) одржана је 23. марта 1998. године у Шрајн аудиторијуму у Лос Анђелесу, са почетком у 18.00 по пацифичком времену односно 21.00 по источном времену. Током емисије, Академија је доделила награде Оскар у 24 категорије, у част филмова који су објављени 1997. године. Церемонија је била преношена на телевизији у Сједињеним Америчким Државама преко Еј-Би-Си мреже, а продуцент је био Гил Кејтс, док је режију потписао Луис Џ. Хорвитс. Глумац Били Кристал био је водитељ емисије по шести пут. Први пут је водио 62. церемонију одржану 1990. године, а последњи пут годину дана раније. Неколико недеља раније, 28. фебруара, у хотелу Риџент Беверли Вилшир у Беверли Хилсу у Калифорнији, Оскари за техничка достигнућа доделио је Ашли Џад, у улози домаћина.
Титаник је освојио 11 награда, укључујући и Оскара за најбољи филм, што је изједначено са филмовима Бен-Хур и Господар прстенова: Повратак краља. Остали добитници укључују филмове Добро да боље не може бити, Добри Вил Хантинг и Поверљиво из Л. А., који су освојили по две награде, а филмови као што су Карактер, До голе коже, Геријева игра, The Long Way Home, Људи у црном, A Story of Healing и Visas and Virtue освојили су по једну награду. Пренос догађаја је пратило више од 57 милиона гледалаца у Сједињеним Америчким Државама, чиме је постао најгледанија церемонија доделе Оскар у историји награде.

## Номиновани и добитници
Номинације за 70. доделу Оскара објављени су 10. фебруара 1998. године у Самуел Голдвин театру у Беверли Хилсу, а објавили су их Роберт Рејм, председник Академије, и глумица Џина Дејвис. Титаник је добио највише номинација, рекордних 14 (уједначено са филмовима Све о Еви из 1950. и Ла ла ленд из 2016. године); Добри Вил Хантинг и Поверљиво из Л. А. били су други са по девет номинација.
Добитници награда су објављени током церемоније доделе награда 23. марта 1998. године. Са 11 награда, Титаник је изједначио рекорд са филмом Бен-Хур по броју освојених Оскара у историји награде. Такође, постао је први филм који је освојио Оскара за најбољи филм без номинације за сценарио још од филма Звука музике из 1965. године. Џек Николсон постао је четврти глумац који је освојио најмање три Оскара у глумачким категоријама. Николсон и Хелен Хант освојили су награде за своје улоге у филму Добро да боље не може бити, чиме је овај филм постао седми који је освојио обе награде за главне улоге. Кејт Винслет, номинована за улогу Роуз Девит Бјукетр у Титанику, и Глорија Стјуарт, номинована за најбољу споредну женску улогу, постале су први пар глумица номинованих за играње истог лика у истом филму. Са 87 година, Стјуарт је постала најстарија глумица номинована за такмичарски Оскар.

## Награде
Добитници су наведени први, истакнути подебљаним словима и означени двоструким бодежом (‡)
| Најбољи филм | Најбољи редитељ |
| --- | --- |
| Титаник – Џејмс Камерон и Џон Ландау - Добро да боље не може бити – Џејмс Л. Брукс, Бриџит Џонсон и Кристи Зи - До голе коже – Уберто Пасолини - Добри Вил Хантинг – Лоренс Бендер - Поверљиво из Л. А. – Арнон Милчан, Кертис Хансон и Мајкл Нејтенсон               | Џејмс Камерон – Титаник - Питер Катанео – До голе коже - Гас Ван Сан – Добри Вил Хантинг - Кертис Хансон – Поверљиво из Л. А. - Атом Егојан – Слатка сутрашњица |
| Најбољи главни глумац | Најбоља главна глумица |
| Џек Николсон – Добро да боље не може бити као Мелвин Удал - Мет Дејмон – Добри Вил Хантинг као Вил Хантинг - Роберт Дувал – Апостол као Јулис „Сони” Дјуи - Питер Фонда – Јулијево злато као Јулије „Ули” Џексон - Дастин Хофман – Ратом против истине као Стенли Моц | Хелен Хант – Добро да боље не може бити као Керол Конели - Хелена Бонам Картер – Крила голубице као Кејт Крој - Џули Кристи – Затамњење као Филис Ман - Џуди Денч – Њено величанство, господђа Браун као Краљица Викторија - Кејт Винслет – Титаник као Роуз Девит Бјукатер Досон |
| Најбољи споредни глумац | Најбоља споредна глумица |
| Робин Вилијамс – Добри Вил Хантинг као др Шон Магвајер - Роберт Форстер – Џеки Браун као Макс Чери - Ентони Хопкинс – Амистад као Џон Квинси Адамс - Грег Кинир – Добро да боље не може бити као Симон Бишоп - Берт Рејнолдс – Ноћи бугија као Џек Хорнер             | Ким Бејсингер – Поверљиво из Л. А. као Лин Бракен - Џон Кјузак – Тамо овамо као Емили Монтгомери - Мини Драјвер – Добри Вил Хантинг као Скајлар Сатенштејн - Џулијана Мур – Ноћи бугија Амбер Вејвс/Меги - Глорија Стјуарт – Титаник као Роуз Досон Калверт                       |
| Најбољи оригинални сценарио | Најбољи адаптирани сценарио |
| Добри Вил Хантинг – Мет Дејмон и Бен Афлек - Добро да боље не може бити – Марк Андрус, Џејмс Л. Брукс - Ноћи бугија – Пол Томас Андерсон - Хари ван себе – Вуди Ален - До голе коже – Симон Бофој                                                                     | Поверљиво из Л. А. – Брајан Хелгеланд и Кертис Хансон - Дони Браско – Пол Атанасио - Слатка сутрашњица – Атом Егојен - Ратом против истине – Дејвид Мамет и Хилари Хенкин - Крила голубице – Хусеин Амини                                                                         |
| Најбољи анимирани филм | Најбољи страни филм |
| Геријева игра – Јан Пнкава - Славни Фред – Џоана Квин - Стара дама и голубови – Силваин Чомет - – Стив Мур и Ден О'Шенон - Русалка – Александер Петров | Лик (Холандија) на холандском – Мајк ван Дим - Изван тишине (Немачка) на немачком – Каролина Линк - Четири дана у септембру (Бразил) на португалском – Бруно Барето - Тајне срца (Шпанија) на шпанском – Монтко Армендариз - Лопов (Русија) на руском – Павел Чукреј              |

### Почасна награда Академије
Стенли Донен је добио награду Оскар за животно дело.

### Филмови са више номинација и награда
| Бр. номинације | Филм                       |
| -------------- | -------------------------- |
| 14             | Титаник                    |
| 9              | Добри Вил Хантинг          |
| 9              | Поверљиво из Л. А.         |
| 7              | Добро да боље не може бити |
| 4              | Амистад                    |
| 4              | До голе коже               |
| 4              | Кундун                     |
| 4              | Крила голубице             |
| 3              | Ноћи бугија                |
| 3              | Људи у црном               |
| 2              | Air Force One              |
| 2              | Анастасија                 |
| 2              | Летећа тамница             |
| 2              | Госпођа Браун              |
| 2              | Слатка будућност           |
| 2              | Ратом против истине        |

| Бр. награда | Филм                       |
| ----------- | -------------------------- |
| 11          | Титаник                    |
| 2           | Добро да боље не може бити |
| 2           | Добри Вил Хантинг          |
| 2           | Поверљиво из Л. А.         |

### Презентери и уручиоци награде
Следећи појединци су доделили награде или извели музичке нумере.
| Име(а)                             | Улога |
| ---------------------------------- | --- |
| Норман Роуз                        | најава за 70. годишњу Академију награда |
| Роберт Рејм (председник Академије) | уводна реч добродошлице гостима на церемонији доделе награда |
| Куба Гудинг Млађи                  | уручио награду за најбољу споредну глумицу |
| Елизабет Шу                        | уручио награду за најбољи костим |
| Дастин Хофман                      | уручио награду за монтажи најбољих филмова у историји |
| Нев Кампбел                        | презентер наступа за најбољу оригиналну песму номиновану за Journey to the Past и Go the Distance                                                                 |
| Арнолд Шварценегер                 | презентер филма Титаник у сегменту најбољи филм |
| Мира Совино                        | уручила награду за најбољег споредног глумца |
| Камерон Диаз                       | уручила награду за најбољи звук |
| Мајк Мајерс                        | уручио награду за звук у филмовима |
| Сигурни Вивер                      | презентер филма Добро да боље не може бити у сегменту најбољи филм                                                                                                |
| Хелен Хант                         | уручила награду за најбоље визуелне ефекте |
| Феј Реј                            | представља Бена Афлека и Мета Дамона |
| Бен Афлек, Мет Дејмон              | уручиоци награда за најбољи кратки играни филм и најбољи анимирани кратки филм                                                                                    |
| Џофри Раш                          | уручио награду за најбољу глумицу |
| Антонио Бандерас                   | уручио награду за најбољу оригиналну драмску музику |
| Џенифер Лопез                      | представила је специјални плес на мелодију номинованих песама за најбољи оригинални музички и уручила награду за у овој категорији                                |
| Дру Баримор                        | уручила награду за најбољи шминку |
| Алек Болдвин                       | презентерка филма Поверљиво из Л. А. у сегменту најбољи филм |
| Самјуел Л. Џексон                  | уручио награду за најбољи филмски монтаж |
| Ешли Џад                           | презентерка сегмента Академије за техничка остварења и награде Гордона Е. Сауера                                                                                  |
| Мартин Скорсезе                    | презентер почасне академијине награде Стенлију Дону |
| Мет Дилон                          | презентер филма Good Will Hunting у сегменту најбољи филм |
| Мадона                             | представила наступе номинованих песама за најбољу оригиналну песму How Do I Live, Miss Misery и My Heart Will Go On и уручила награду за најбољу оригиналну песму |
| Џимон Хоунсу                       | уручио награду за најбољи документарни кратки филм |
| Роберт Де Ниро                     | уручио награду за најбољи документарни филм |
| Вупи Голдберг                      | презентерка сегмента In Memoriam |
| Мег Рајан                          | уручио награду за најбољу сценографију |
| Робин Вилијамс                     | презентер сегмента 70 година Оскара |
| Френсис Мекдорманд                 | уручила награду за најбољег глумца |
| Шерон Стоун                        | уручила награду за најбољи филм на страном језику |
| Џек Лемон, Валтр Метау             | уручиоци награда за најбољи сценарио заснован на материјалу који је претходно произведен или објављен и најбољи оригинални сценарио написан за филм               |
| Дензел Вашингтон                   | уручио награду за најбољу камеру |
| Сузан Сарандон                     | презентерка сегмента Oscar Family Album |
| Џина Дејвис                        | презентерка филма The Full Monty у сегменту најбољи филм |
| Ворен Бити                         | уручио награду за најбољег режисера |
| Шон Конери                         | уручио награду за најбољи филм |

## Извођачи
| Име(а)        | Улога           | Изведено |
| ------------- | --------------- | --- |
| Џери Голдсмит | композитор      | Fanfare for Oscar |
| Бил Конти     | музички аранжер | оркестарско |
| Били Кристал  | извођач         | Отварање: Титаник (на мелодију The Ballad of Gilligan's Isle из Gilligan's Island), Добро да боље не може бити (на мелодију Let's Call the Whole Thing Off из Јесте ли за плес?), Добри Вил Хантинг (на мелодију Night and Day из The Gay Divorcee), Поверљиво из Л. А. (на мелодију Fascinating Rhythm Џорџа Гершвина) и До голе коже (на мелодију Hello, Dolly! из Hello, Dolly!) |
| Мајкл Болтон  | извођач         | Go the Distance из Херкулеса |
| Аалија        | извођач         | Journey to the Past из Анастасије |
| Триша Јирвуд  | извођач         | How Do I Live из Летећа тамница |
| Елиот Смит    | извођач         | Miss Misery из Добри Вил Хантинг |
| Селин Дион    | извођач         | My Heart Will Go On из Титаника |

## Церемонија доделе награде
У децембру 1997. године, академија је ангажовала ветерана продукције Оскар, Гила Кејтса, да надгледа церемонију 1998. године. „Гил је постао савршени продуцент церемоније Оскара , константно постижући највише телевизијске рејтинге за пренос”, рекао је председник Академије, Роберт Рејм, у саопштењу за штампу које је објављено поводом избора. „Његови шоуови су пуни духовитости, шарма и изненађења”. Неколико дана касније, глумац и комичар Били Кристал је изабран да буде водитељ предстојећег догађаја. Кејтс је објаснио разлог због којег је поново ангажовао овог ветерана комичара, рекавши: „Билијево извођење прошле године било је спектакуларно. Нема никога као што је он”. У чланку објављеном у USA Today, он је првобитно замолио Кејтса и Академију пет месеци након претходне церемоније да би волео да направи паузу од улоге водитеља. Међутим, притисак академије, Кејтса, као и неколико пријатеља и чланова породице, натерао га је да преиспита своју одлуку. Његово шесто појављивање у улози домаћина церемоније, сврстало га је на друго место по броју церемонија које је водио, одмах иза Боба Хоупа.
У част седамдесетогодишњице Оскарa, 70 глумаца који су добили и такмичарске и почасне награде појавило се заједно на сцени током сегмента под називом Oscar's Family Album. Сваког бившег добитника објавио је наратор Норман Роуз са филмовима за који су освоји награду. На крају сегмента, нови добитници Ким Бесинџер, Хелен Хант и Робин Вилијамс придружили су им се. Ово је био највећи скуп бивших добитника од 50. церемоније одржане 1978. године.
Неколико других особа учествовало је у продукцији церемоније. Бил Конти је био музички директор за пренос. Плесач Даниел Езралов је кореографисао плесну тачку у којој су приказани номиновани за најбољу оригиналну комедију или музичку. Барт Медвед се изненада појавио током уручења награде за најбољу монтажу звучних ефеката са Мајком Мајерсом.

### Зараде номинованих филмова
Током најаве номинација 10. фебруара, укупан приход пет номинованих за најбољи филм износио је 579 милиона долара, са просечном зарадама од 116 милиона долара по филму. Титаник је највише зарадио од номинованим филмовима за најбољи филм са 338,7 милиона долара у домаћим благајнама. За њим су следили Добро да боље не може бити (92,6 милиона долара), Добри Вил Хантинг (68,9 милиона долара), Поверљиво из Л. А. (39,7 милиона долара), и на крају До голе коже (38,7 милиона долара).
Од 50 најпрофитабилнијих филмова године, 40 номинација припало је 15 филмова са листе: Титаник (1. место), Добро да боље не може бити (16. место), Добри Вил Хантинг (20. место) и Тамо овамо (24. место) били су номиновани за режију, глуму, сценарио или најбољи филм. Остали хитови из топ 50 који су добили номинације били су: Људи у црном (2. место), Парк из доба јуре: Изгубљени свет (3. место), Air Force One (5. место), Венчање мог најбољег друга (7. место), Украдено лице (9. место), Летећа тамница (12. место), Контакт (13. место), Херкулес (14. место), Пети елемент (25. место), Анастасија (30. место) и Свемирски војници (34. место).

### Критички пријем
Шоу је добио позитивне оцене од већине медијских публикација. Теленовински критичар Хауард Розенберг из Лос Анђелес Тајмса похвалио је Кристалов перформанс, пишући да ће он „заслужио највише признање као необичан комичар који је вешт у извођењу музичке комедије као и у шала“. Колумниста Сан Франциско Хроникла, Џон Карман, био је одушевљен, рекавши: „То је било најбоље Оскарово шоу у последњих две деценије.“ Такође је дао високе оцене водитељу, коментаришући: „Али синоћ, Кристал је био у одличној форми.“ Телевизијска уредница Сиетл Тајмса, Кеј Мекфеден, похвалила је Кристала, наводећи да „поседује скоро беспрекорно тајминг и процену“. Такође је приметила да, иако је церемонија трајала дуго, „Синоћ је било једна од најпаметнијих телевизијских церемонија уживо“.
Неки медији су били критичнији према шоу. Реј Ричмонд из Варјетија жалио се да је церемонија била „досадна као Оскарска емисија“. Додао је да су Кристалови „неуобичајени једнобојци потонули брже од самог великог брода“. Критичар телевизије Бостон Глоба, Метју Гилберт, жалио се: „Током синоћње Оскарске емисије није било готово ниједног спонтаног тренутка.“ Филмски критичар Кери Рики из The Philadelphia Inquirer жалио се да је неизбежна победа филма „Титаник“ „потопила телевизијски пренос који је био преоптерећен монтажама прошлогодишњих Оскаровских тренутака.“

### Рејтинги и гледаност
Популарност филма Титаник значајно је повећала рејтинге телевизијског преноса церемоније. Амерички пренос на Еј-Би-Си-у привукао је просечно 57,25 милиона људи, што је било повећање од 29% у односу на претходну годину. Процењује се да је 87,5 милиона људи гледало целокупан пренос или један његов део. Шоу је такође постигао веће Нилсенове рејтинге у поређењу с претходном церемонијом са 35,32% домаћинстава која су гледала и уделом од 55,77%. Поред тога, имао је већи рејтинг у демографској групи 18-49 година са рејтингом од 24,90 и уделом од 44,30 међу гледаоцима те демографије. Ова додела престигла је рекорд сопствене церемоније Оскара из 1983. године и постигла највећу гледаност која није оборена до данас (од када се подаци воде од 46. церемоније 1974. године). Такође је постала и најгледанији уживо пренос било које награде у историји телевизије у САД.
У јулу 1998. године, церемоније доделе награде је добила осам номинација за 50. награде Еми за програм у ударном термину. Два месеца касније, церемонија је освојила пет од тих номинација: за Изузетну индивидуалну изведбу у варијетеа или музичком програму (Били Кристал), Изузетно режирање варијетеа или музичких програма (Луис Ј. Хорвиц), Изузетно осветљење за драмску серију, варијете, минисерију или филм (Боб Барнхарт, Роберт Дикинсон, Мет Форд, Енди О’Рајли), Изузетно музичко дириговање (Бил Контии) и Изузетно миксовање звука у варијетској  серије или специјалу (Патрик Балцелл, Роберт Даглас, Едвард Џ. Грин, Томми Викари).

## In Memoriam
Годишњи In Memoriam омаж представила је глумица Вупи Голдберг. Прилог је садржала исечак  темеAppassionata из филма The Passage, који је компоновао Мајкл Ј. Лјуис.
- Лојд Бридџес – глумац
- Ричард Џекел – глумац у споредним улогама
- Саул Чаплин – композитор/музички директор
- Стенли Кортез – оператер
- Вилијам Хики – глумац
- Пол Јарико – сценариста
- Дороти Кингсли – сценариста
- Сидни Гилароф – фризер
- Вилијам Х. Рејнолдс – монтажер
- Били Дов – глумица
- Жак Кусто – филмски стваралац
- Стаби Кеј – глумац, комичар
- Ред Скелтон – комичар, забављач
- Доун Стил – извршни директор
- Тоширо Мифуне – јапански глумац
- Брајан Кит – глумац
- Крис Фарли – глумац, комичар
- Лео Џеф – извршни директор
- Самуел Фулер – редитељ
- Берџес Мередит – глумац
- Џеј Ти Волш – глумац у споредним улогама
- Роберт Мичум – глумац
- Џејмс Стјуарт – глумац